# Cupressus guadalupensis
Espèce
Classification phylogénétique
Statut de conservation UICN

 EN B2ab(ii,iii,iv,v) : En danger
Le cyprès de Guadalupe (Cupressus guadalupensis) est un arbre de la famille des Cupressaceae, originaire de l'île de Guadalupe au Mexique.
Cet arbre est considéré comme une espèce menacée et figure dans la liste rouge de l'UICN.

## Distribution
Cette espèce est originaire de la Basse-Californie (Mexique) et particulièrement de l'île de Guadalupe, au large de cette presqu'île. Il en existe de petits peuplements épars du nord au sud de la Californie (États-Unis).

## Description
Le cyprès de Guadalupe est un arbre toujours vert à houppier conique plus ou moins ovoïde, de taille variable, les grands arbres adultes atteignant 10 à 20 mètres de haut.
Le feuillage forme des rameaux denses, de couleur vert foncé à gris vert. Les feuilles en forme d'écailles ont 2 à 5 mm de long et couvrent des ramules arrondies (et non aplaties).
Les cônes, de forme globuleuse à oblongue, de 12 à 35 mm de long, sont formés de 6 à 10 écailles, vertes au début devenant gris brun à maturité au bout de 20 à 24 mois environ après la pollinisation.
Les cônes restent fermés pendant plusieurs années, ne s'ouvrant qu'après la disparition de l'arbre géniteur dans un incendie de forêt, ce qui permet alors aux graines de coloniser le terrain nu libéré par le feu.
Les cônes mâles, plus petits (3 à 5 mm de long) libèrent leur pollen en février-mars.

## Classification
Il en existe deux variétés, traitées comme des espèces distinctes par certains botanistes :
- Cupressus guadalupensis var. guadalupensis - Cyprès de Guadelupe proprement dit.

Île de Guadalupe, à des altitudes comprises entre 1000 et 1280 mètres. Feuillage vert foncé, cônes plus grands (25 à 35 mm de long).
- Cupressus guadalupensis var. forbesii (Cupressus forbesii) - Cyprès de Tecate.

Presqu'île de Basse-Californie et Comté de San Diego et d'Orange en Californie, à des altitudes comprises entre 450 et 1000 mètres. Feuillage gris-vert, cônes plus petits (12 à 25 mm).

## Galerie

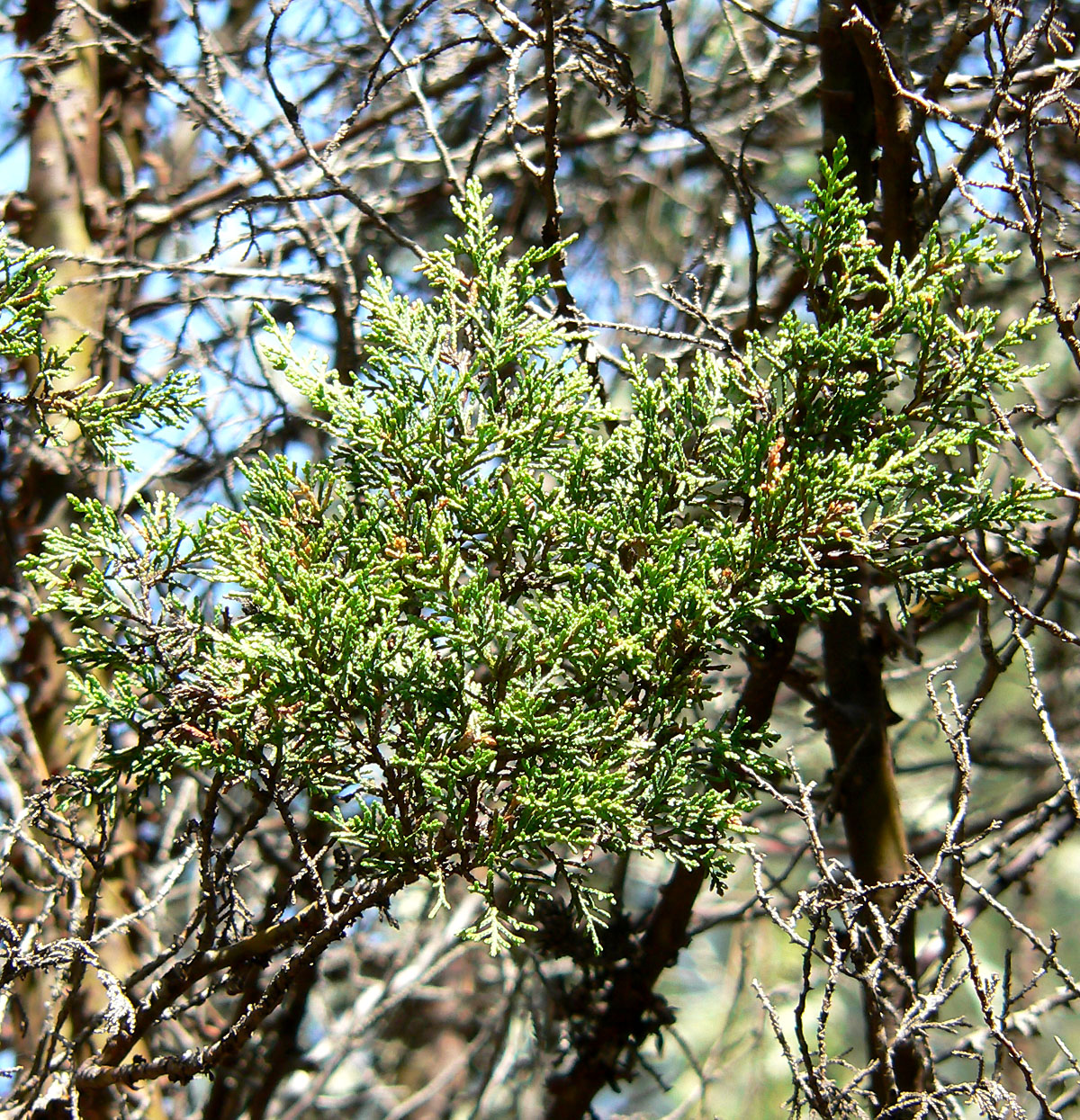
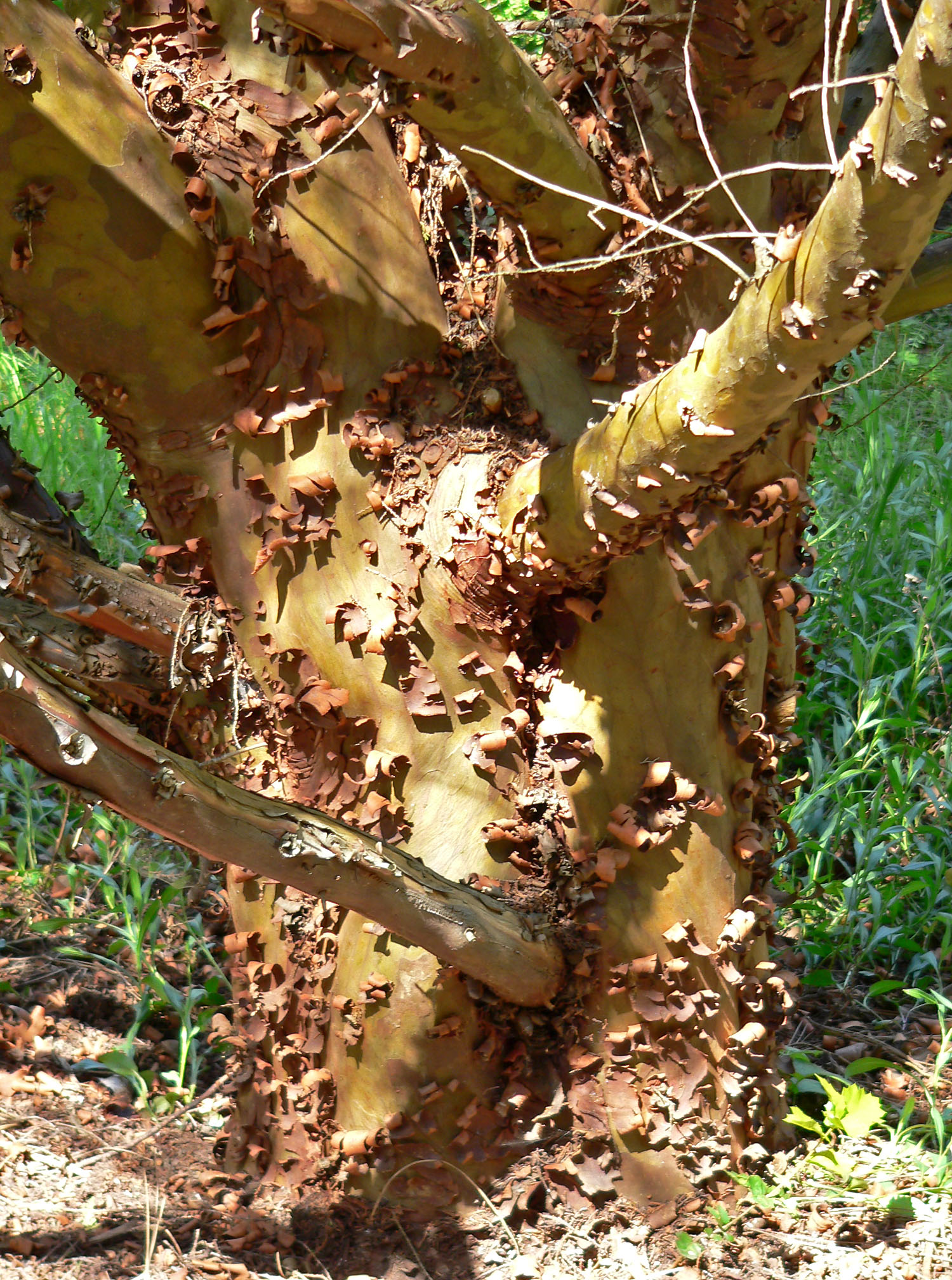